# Villa Sellgren
Villa Sellgren è una dacia e una tenuta sull'isola di Lodochny nel Golfo di Finlandia del Mar Baltico.
È stata progettata nel 1912 dall'architetto finlandese Uno Ullberg in stile liberty, la costruzione, voluta da Evert Viktor Sellgren, fu completata nel 1913.
Nel gennaio del 1918, nelle prime fasi della guerra civile finlandese, la villa fu la residenza di 565 guardie bianche che fuggirono da Vyborg, i cosiddetti isolani russi, mentre erano sotto assedio. Negli anni 1920, fu eretto un monumento ai caduti vicino alla villa.
Nel 1986, la casa è stata utilizzata per le riprese di una versione russa di L'ultimo saluto di Sherlock Holmes di Arthur Conan Doyle.
Faceva parte delle riserve forestali nazionali fino al 2012, quando l'area in cui sorge la villa è stata declassata per permettere nuove costruzioni, tra cui un eliporto.
Gli edifici di Villa Sellgren sono attualmente di proprietà di una società russa chiamata Sever. Il terreno di proprietà dell'azienda comprende l'intera isola russa e una parte significativa dell'adiacente Lihaniemi, per un totale di 108 ettari. La compagnia apparteneva al vecchio amico di Vladimir Putin, Oleg Rudnov, scomparso nel 2015. Secondo il leader dell'opposizione russa Aleksej Naval'nyj, gli attuali proprietari sono prestanomi per conto di Vladimir Putin.